# Lacul Rukwa

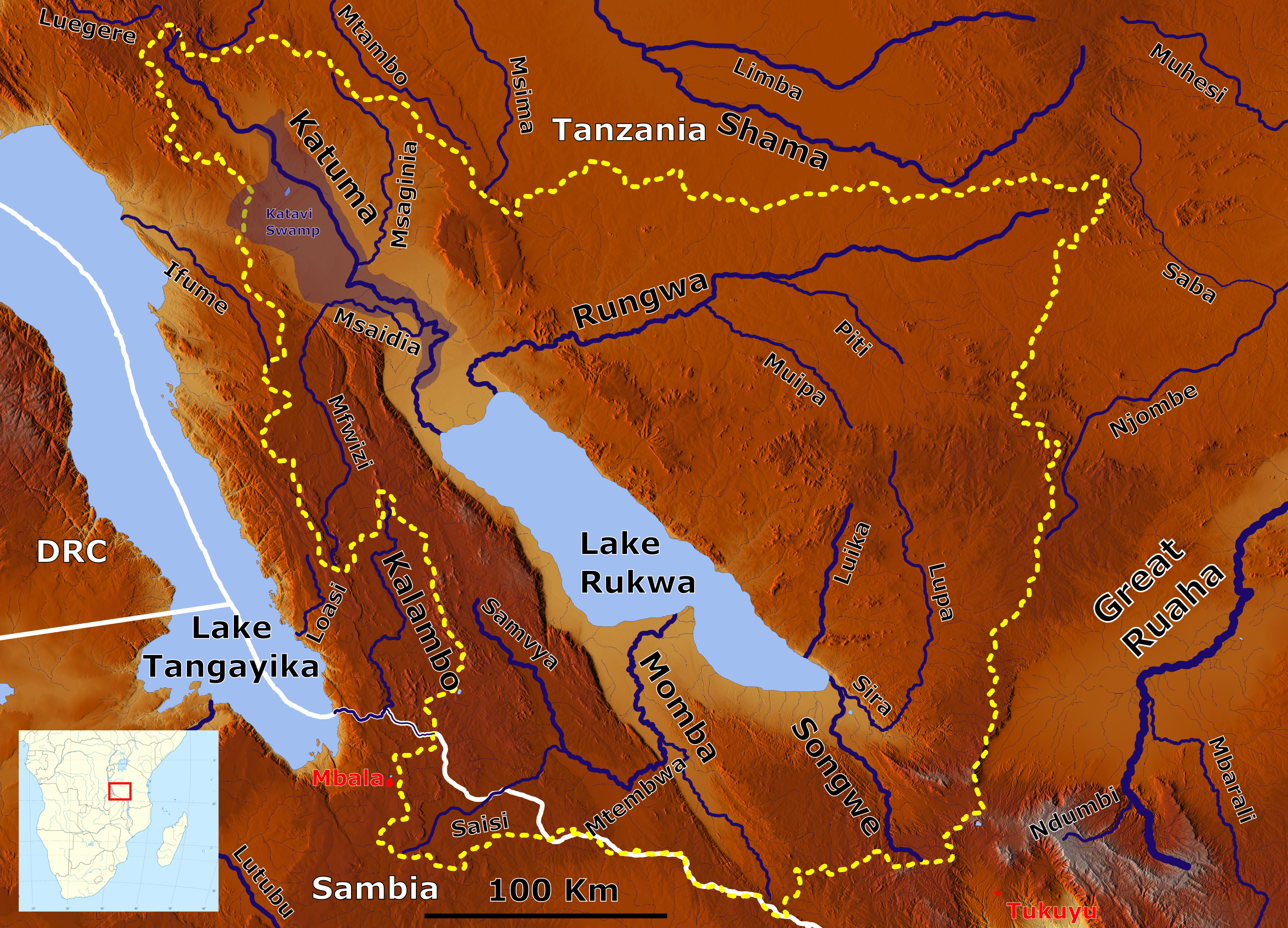
Bazinul colector al Lacului Rukwa

Lacul Rukwa este un lac puțin adânc în sud-vestul Tanzaniei (Africa de Est).

## Descriere
Face parte dintr-un sistem de drenare interior din depresiunea Rukwa, care probabil a aparținut odată sistemului Văii Riftului de Est din estul Africii din care face parte lacul Nyasa. Lacul are o suprafață de aproximativ 2.600 km² și este situat la jumătatea distanței dintre lacul Tanganyika și Lacul Nyasa (Malawi), la o altitudine de circa 800 m, având o adâncime medie de 3 m.
Bazinul colector al lacului are o suprafață de 80.000 km² în Tanzania. Nu izvorăște nici un râu din lac, în unele perioade fiind complet secat. În 1929 suprafață lacului s-a redus la o lungime de aproximativ 50 km, dar 10 ani mai târziu el s-a extins, având o lungime 130 km și o lățime de 40 km. Fluctuațiile dimensiunii lacului sunt cauzate de variațiile apelor care se varsă în el. Apa sa este salmastră, iar aproape de capătul său sud-vestic există ochiuri de apă sărate. Este populat de crocodili și hipopotami și găzduiește o bogată faună piscicolă.
Pescuitul de subzistență și pescuit comercial centrate pe lac sunt importante surse pentru populația locală. Lacul se află în epicentrul unei zone predispuse la cutremur.

Valea Marelui Rift (roșu)